# Heidenwall (Oldenburg)
Der Heidenwall in Oldenburg (Niedersachsen) war eine im 11. Jahrhundert entstandene Ringwallanlage, deren hölzerne Reste sich im Boden erhalten haben. Die Befestigungsanlage nahe der Hunte diente vermutlich der Kontrolle einer Furt am Fluss, über den ein Handelsweg von Süden bzw. von Bremen nach Ostfriesland führte. Die Erbauer und der Aufgabezeitpunkt der Anlage sind nicht bekannt. Stadtgeschichtlich handelt es sich um eine mögliche Vorgängeranlage einer Burg, die 2,3 km weiter östlich von der Stelle des heutigen Oldenburger Schlosses stand.

## Lage
Der Heidenwall ist in einem damals feuchten und moorigen Niederungsgelände errichtet worden, das nicht als Siedlungsstandort geeignet war. Er befand sich zwischen zwei Flussarmen der Hunte, die als wasserführende Burggräben dienten. Heute liegen die Reste der Befestigungsanlage im Osten der Stadt zwischen einem Gewerbegebiet, dem Hemmelsbäker Kanal und der Hunte.

## Aufbau

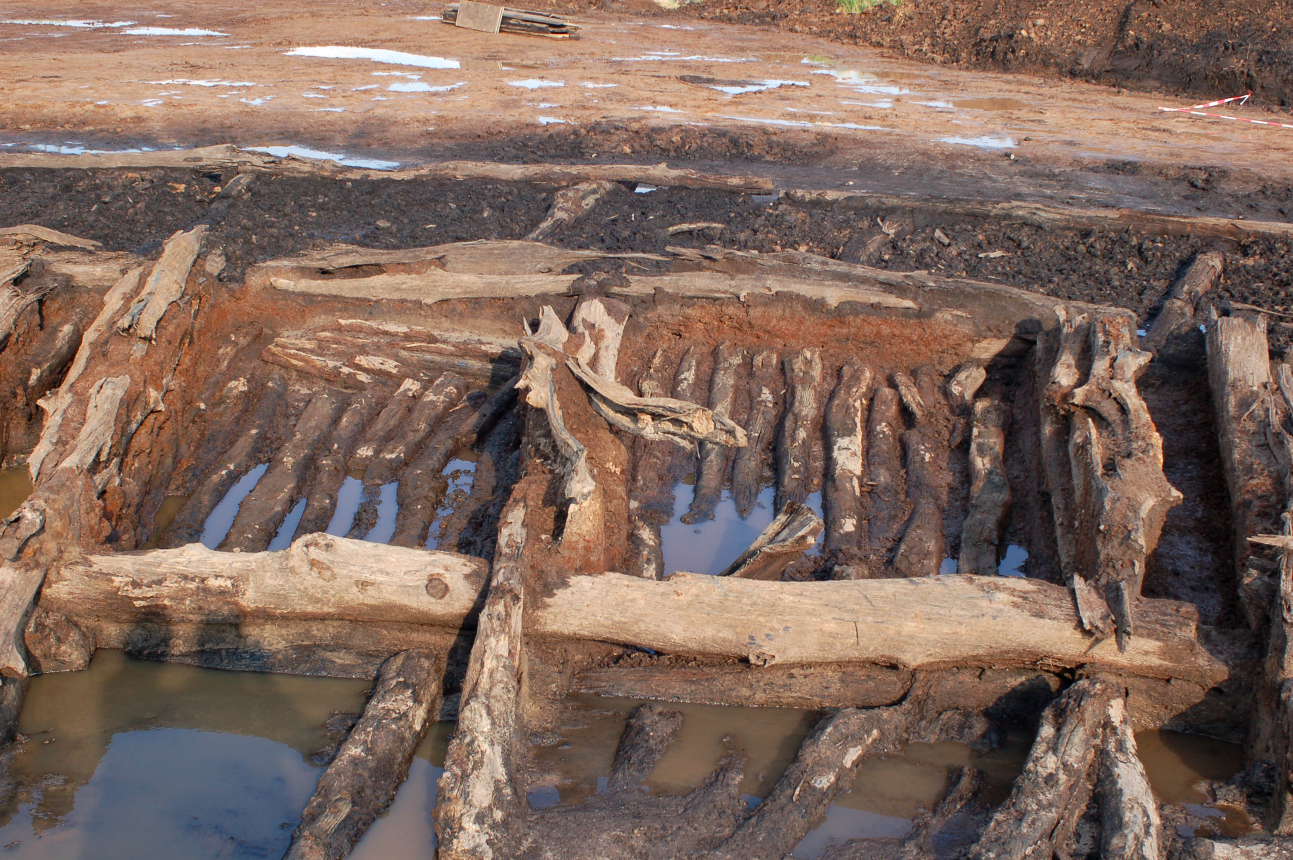
Holzfächer des Heidenwalls im Fundamentbereich

Laut den Ergebnissen der 2007 erfolgten Ausgrabung handelte es sich beim Heidenwall um eine aus einer Holz-Erde-Mauer bestehende, annähernd kreisförmige Anlage. Die Mauer ist als Holz-Kasten-Konstruktion errichtet worden. In der ersten Ausbaustufe hatte sie einen äußeren Durchmesser von etwa 45 Meter, in der zweiten Ausbaustufe betrug er etwa 54 bis 56 Meter. Die Befestigungsanlage besteht aus Holzkästen in Blockbauweise, die zu einem großen Ring zusammengefügt waren. Das Innere der Kästen war mit Klei gefüllt, der im getrockneten Zustand dem Wall die notwendige Stabilität verlieh. Die Breite der Kästen beträgt radial etwa vier Meter, tangential etwa fünf Meter. Die Höhe der Befestigung dürfte mindestens fünf Meter betragen haben. Von innen war zur Stabilisierung des Walls Sand angeschüttet worden. An den vorgefundenen Holzstämmen ließ sich das Datum der Baumfällung dendrochronologisch datieren. Demnach erfolgte die erste Ausbaustufe der Befestigung im Jahr 1032, und etwa 10 Jahre später kam es zu einer zweiten Bauphase. Dabei setzte man der älteren Holz/Erde-Mauer eine flache, mit Torfplaggen gefüllte Kastenreihe ähnlichen Ausmaßes vor, die mit der inneren Kastenreihe nicht verbunden war. Der Vorbau erfolgte vermutlich aus statischen Gründen und sollte Schutz vor Unterspülungen und Abschwemmungen am Burggraben sowie im Bereich der Berme geben. Beim Bau des Heidenwalls wurde hauptsächlich Erlen- und Eichenholz verwendet.

## Geschichte
Die Erbauer des Heidenwalles sind nicht bekannt, da die schriftlichen Quellen im Nordwesten Niedersachsens für die 1. Hälfte des 11. Jahrhunderts lückenhaft sind. Im nahen Bremen war bereits Erzbischof Unwan (1013–1029) als Erbauer einer starken Wallbefestigung hervorgetreten. Einer seiner Nachfolger, Erzbischof Hermann (1032–1035), begann die Bremer Domburg mit einer Steinmauer zu befestigen, die dann Erzbischof Bezelin (1035–1042) mit einem großen Tor versah, über oder neben dem sich ein Turm in italienischer Manier erhob. Im Ammerland, an dessen Südgrenze der Heidenwall liegt, trat im Jahr 1059 ein Graf Huno auf. Eng verwandt mit ihm war offenbar ein Graf Egilmar, der 1091 erstmals bezeugt wird. 1108 wird er in Zusammenhang mit der „Aldenburg“ (Oldenburg) als Graf im Grenzgebiet von Sachsen und Friesland genannt. Großen Einfluss haben im Sachsen zu dieser Zeit die Billunger Herzöge, deren Verhältnis sich zu den Erzbischöfen von Bremen ab Mitte der 1030er Jahre zunehmend verschlechterte. Der Schwerpunkt ihrer Besitzungen lag in der Lüneburger Heide, im Weserbergland und Ostwestfalen, aber auch in Friesland (Jever; mit Münzstätte und Befestigung) nahmen sie gräfliche Rechte wahr. Der Heidenwall käme somit als wichtiger Verbindungspunkt an einer Furt über die Hunte in Frage. Die Frage, ob es sich um die ursprüngliche Oldenburg/Omersburg gehandelt hat, ist weiterhin offen.

## Kartendarstellungen
Da der Heidenwall eine Landmarke darstellte, ist er früh auf Landkarten abgebildet worden. Erstmals erscheint er im Deichatlas von Johann Conrad Musculus von 1625/26 als Einzeichnung eines Erdhügels unter der Bezeichnung Heydenwall. Weitere Kartennennungen und -darstellungen stammen aus den Jahren 1702, 1729 und 1740. In einer Karte von 1802 wird er nur noch namentlich genannt. Nach dem Abtrag des Hügels mit dem Bau des Hemmelbäker Kanals um 1830 verschwand der Heidenwall aus den Karten und geriet in Vergessenheit. Bis in die heutige Zeit wurde davon ausgegangen, dass seine Reste durch Wasser- und Deichbaumaßnahmen vollkommen beseitigt worden sind. Deshalb führten ihn die Denkmalschutzbehörden nicht im Verzeichnis der Kulturdenkmäler als Bodendenkmal auf, wie das Niedersächsische Denkmalschutzgesetz fordert.

## Wiederentdeckung
Die Wiederentdeckung des verloren geglaubten Ringwalls geht auf den Oldenburger Historiker Martin Teller zurück, der den Standort seit langem mit Hilfe alter Kartenwerke ausgemacht hatte. Er erkannte auch mittels Luftbilder den Standort der Wallanlage, deren Umrisse durch Bewuchsmerkmale in der Vegetation sichtbar waren. Als im Jahre 2006 im Osten Oldenburgs Pläne zur Anlage eines 29 Hektar großen Gewerbegebietes bekannt wurden, alarmierte er den Stützpunkt Oldenburg des Niedersächsischen Landesamtes für Denkmalpflege. Die Bodenbewegungen durch Abtrag, Auftrag und Sandaufspülungen hätten auch den Standort des Ringwalls betroffen und ihn zerstört.

## Ausgrabung

Die durch die Ausgrabung freigelegte Holzkästen des Heidenwalls

Aufgrund des Hinweises des Oldenburger Historikers Martin Teller unternahm das Niedersächsische Landesamt für Denkmalpflege im Mai 2007 eine Probegrabung, die zum Auffinden von überraschend gut erhaltenen Bauteilen der Befestigung führte. Anschließend standen für eine Rettungsgrabung wegen der geplanten Bauarbeiten nur vier Wochen zur Verfügung. Dafür stellten die Stadt Oldenburg, das Niedersächsische Landesamt für Denkmalpflege und das Niedersächsische Ministerium für Wissenschaft und Kultur mit 20.000 Euro erhebliche Sach- und Geldmittel zur Verfügung.
Die Grabung unter Einsatz von schwerem Gerät, des THW und einer Grabungsfirma erfolgte im Juni und Juli 2007 unter hohem Zeitdruck. Erschwerend wirkte sich ein durch Witterungsbedingungen und Baumaßnahmen bedingter hoher Grundwasserspiegel aus. Tiefer gelegene Bereiche konnten zum Teil nicht untersucht werden, da sie unter Wasser lagen.
Es konnten gut erhaltene Holzbefunde geborgen und konserviert werden. Die Ausgrabung führte nur zu wenigen Fundstücken, da der Innenraum des Ringwalls nicht untersucht wurde. Insgesamt wurde ein Drittel der Anlage ausgegraben. Weitere nicht ausgegrabene Bereiche der Anlage liegen unter dem Deich des Hemmelsbäker Kanals, andere wurden schon beim Bau des Kanals um 1830 abgetragen. Nach Abschluss der Ausgrabung wurde die Grabungsstelle wieder verfüllt und ist im Gelände kaum erkennbar. Die unterste Lage der Fundamenthölzer wurde im feuchten Boden belassen, der sie dauerhaft konserviert. Aufgrund der archäologischen Bedeutung des Heidenwalls ist sein Gelände von der Bebauung durch das Gewerbegebiet ausgenommen worden.

## Bewertung
Mit 54 bis 56 Meter Außendurchmesser gehört der Heidenwall zu den kleinen Ringwällen Nordwestdeutschlands. Zwei vergleichbare Burgwälle sind die Neue Burg in Hamburg und die Burg in Itzehoe, die 1024 bis 1025 sowie 1000 erbaut wurden. Kennzeichnend für den Heidenwall ist der verhältnismäßig kleine Innenraum (ca. 500 bis 550 m²) mit einem Durchmesser von etwa 25 Meter. Die baugeschichtliche Bedeutung des Heidenwalls liegt darin, dass die Hölzer der Wallbefestigung und ihre Substruktionen durch ihre Lage im Feuchtbodenmilieu außerordentlich gut erhalten waren. Dies ist sonst in Mitteleuropa im 11. Jahrhundert fast nur bei slawischen Burganlagen der Fall, bei denen sich wegen ihrer Lage in Niederungen und Seen die Hölzer im Grundwasserbereich gut erhalten haben.
Der dendrochronologisch auf die Jahre 1032/33 sowie 1042 datierte Heidenwall hatte eine Relevanz für das 900-jährige Stadtjubiläum von Oldenburg im Jahre 2008, da der Ort in historischen Quellen 1108 als „Aldenburg“ erstmals urkundlich erwähnt worden ist.

## Präsentation und weitere Erforschung
Eine Rekonstruktion der Ringwallanlage am Originalplatz wurde ausgeschlossen. Trotzdem bestehen Planungen, die hölzernen Reste der Öffentlichkeit zu präsentieren. Dazu wurden 38 obere Holzstämme der Anlage entnommen und einem mehrjährigen Konservierungsprozess zugeführt. Sie sollen später in der Ausstellung des Stadtmuseums Oldenburg zu sehen sein.
Ende 2007 wurde die Forschergruppe Heidenwall gegründet, um die Anlage umfassend zu erforschen. Beteiligte Organisationen sind neben dem Stadtmuseum Oldenburg die Universität Oldenburg, das Seminar für Ur- und Frühgeschichte der Universität Göttingen, das Niedersächsische Landesamt für Denkmalpflege und das mit der Ausgrabung beauftragte Grabungsunternehmen Arcontor.
Am Tag des Baumes im April 2013 wurden im Bereich des Heidenwalls durch Mitglieder des Heimat- und Bürgervereins Neuenwege, des NABU und anderer Heimatvereine aus Oldenburg Bäume und Sträucher angepflanzt. Außerdem wurde eine Informationstafel zur Entdeckungsgeschichte des Heidenwalls aufgestellt.